# Eglinton (metropolitana di Toronto)
Eglinton è una stazione della linea Yonge-University della metropolitana di Toronto.

## Storia
La stazione venne attivata il 30 marzo 1954, come capolinea nord della prima linea metropolitana di Toronto. Rimase capolinea fino al 31 marzo 1973, quando con l'estensione della linea fino a York Mills divenne stazione di transito. Nel corso del 2004 la stazione è stata dotata di ascensori per renderla accessibile ai portatori di disabilità.

## Strutture e impianti
Eglinton è una stazione sotterranea passante con due binari e una banchina ad isola. Ha sei ingressi, quattro all'incrocio tra Yonge Street e Eglinton Avenue, uno su Berwick Avenue e uno all'interno del vicino Yonge Eglinton Centre.

## Servizi
La stazione è accessibile ai portatori di disabilità grazie alla presenza di ascensori.
- Biglietteria automatica
- Servizi igienici

## Interscambi
La stazione è servita da diverse linee automobilistiche gestite dalla Toronto Transit Commission.
- Fermata autobus